# Stanley Atani
Stanley Atani (Papeete, 27 gennaio 1990) è un calciatore francese nato a Tahiti, attaccante del Tefana.

## Carriera

### Club
Con il Tefana ha giocato 7 partite nella OFC Champions League 2011-2012; l'anno seguente mette a segno 5 reti nel campionato thiaitiano. Negli anni seguenti ha segnato poi 4 gol in ulteriori 14 presenze in OFC Champions League.

### Nazionale
Il 17 giugno 2013 esordisce in Confederations Cup nella partita persa per 6-1 contro la Nigeria; il successivo 23 giugno subentra a Lorenzo Tehau al 71' della partita persa contro l'Uruguay.